# ViaSat 1
O ViaSat 1 é um satélite de comunicação geoestacionário estadunidense construído pela Space Systems/Loral. Ele está localizado na posição orbital de 115 graus de longitude oeste e é operado pela  ViaSat. O satélite foi baseado na plataforma LS-1300 e sua expectativa de vida útil é de 15 anos.

## História
O satélite detém o recorde no Guinness para o satélite de comunicação com a capacidade mais alta do mundo, com uma capacidade total de mais de 140 Gbit/s, mais do que todos os satélites que cobriam a América do Norte juntos, no momento de seu lançamento.
O satélite está localizado em 115,1 graus de longitude oeste, com 72 feixes pontuais de banda Ku; 63 sobre o território continental dos Estados Unidos, além dos estados norte-americanos do Alasca e Havaí), e nove sobre o Canadá. As vigas canadenses são de propriedade da operadora de satélite Telesat e são utilizadas para o serviço de banda larga Xplornet aos consumidores na zona rural do Canadá. As vigas dos Estados Unidos fornecem acesso rápido à internet chamado ExedeSM, o serviço de internet via satélite da ViaSat.

## Lançamento
O satélite foi lançado com sucesso ao espaço no dia 19 de outubro de 2011, às 18:48:58 UTC, por meio de um veículo Proton-M/Briz-M a partir do Cosmódromo de Baikonur, no Cazaquistão. Ele tinha uma massa de lançamento de 6 740 kg.

## Capacidade e cobertura
O ViaSat 1 está equipado com 56 transponders em banda Ku para atender o crescimento acelerado da demanda de largura de banda para acesso à Internet multimídia sobre a América do Norte.